# Mgenia angusta
Mgenia angusta är en insektsart som beskrevs av Pieter D. Theron 1984. Mgenia angusta ingår i släktet Mgenia och familjen dvärgstritar. Inga underarter finns listade i Catalogue of Life.